# 635
635 (DCXXXV na numeração romana) foi um ano comum do século VII, do Calendário Juliano, da Era de Cristo, teve início e fim em um domingo, com a letra dominical A. Segundo o horóscopo chinês, foi o ano da Cabra.
| ano completo                    |
| ------------------------------- |
| Ano comum com início ao domingo |

## Eventos
A Pérsia e a Síria são tomadas pelos árabes. Batalha de Cadésia.